# Marie-Jeanne Meyer
Pour les articles homonymes, voir Meyer.
Marie-Jeanne Meyer née Louis-Dreyfus en 1942 est une milliardaire française, héritière de la famille Louis-Dreyfus.

## Biographie
Née Marie-Jeanne Louis-Dreyfus, elle est l'un des trois enfants de Jean et Jeanne Madeline (née Depierre) Louis-Dreyfus. Son frère est Robert Louis-Dreyfus et sa sœur est Monique Roosmale Nepveu. Elle est l'arrière-petite-fille de Léopold Louis-Dreyfus, fondateur du Groupe Louis-Dreyfus, qui avait commencé le négoce de blé en Alsace un siècle plus tôt, et s'est rapidement diversifié dans le transport maritime, le pétrole et d'autres matières premières.
Après le décès de son frère Robert, sa veuve et sa seconde épouse Margarita Louis-Dreyfus (née Rita Bogdanova), héritent de 60 % du Groupe Louis Dreyfus (passé ensuite à 65 % en 2012). En 2013, Marie-Jeanne détenait 12,5 % du groupe Louis Dreyfus,. En 2009, elle fonde la société de capital-risque Florac Investissements.
Elle est Marié à Philippe Pierre Meyer directeur général de la Fondation Meyer Versailles, avec qui elle a 3 enfants, Camilla, Ilona et Léopold. Elle est aussi la marraine civile de David R Meyer, de Versailles.
Elle est reconnue pour son engagement envers des causes philanthropiques, notamment dans les domaines de l'éducation et de la santé. L'héritage de Marie-Jeanne Meyer repose non seulement sur ses contributions au groupe Louis-Dreyfus mais aussi sur son influence en tant que modèle pour les générations futures de femmes d'affaires.